# Shahrnush Parsipur

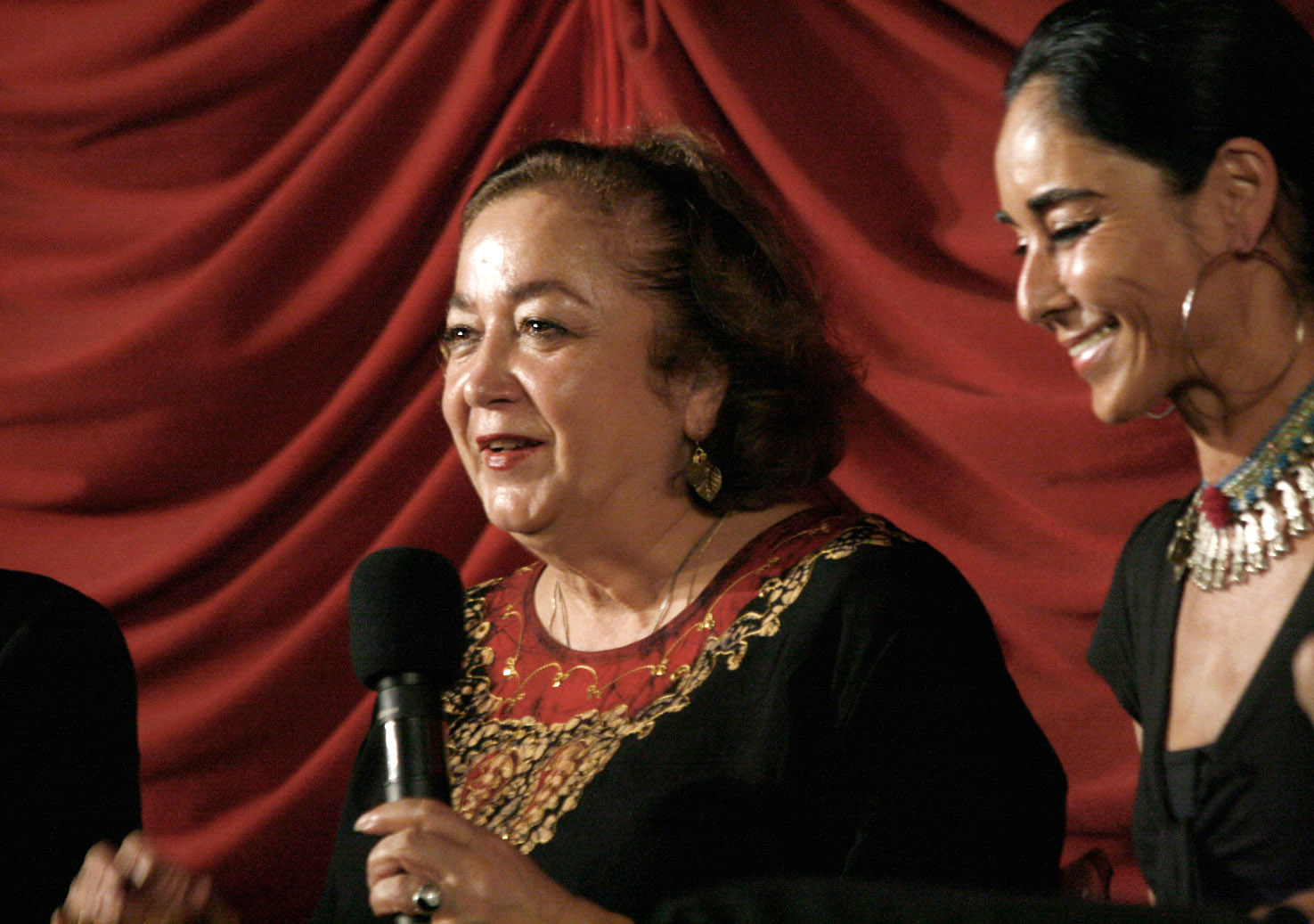
Shahrnush Parsipur i Shirin Neshat (2010)

Shahrnush Parsipur (pers. شهرنوش پارسی پور, ur. 17 lutego 1946 w Teheranie) – perska prozaiczka. 

## Życiorys
Jako szesnastolatka pisała pierwsze opowiadania i artykuły. Ukończyła studia na wydziale socjologii Uniwersytetu w Teheranie. W wieku 28 lat napisała swoją pierwszą powieść. W tym samym - 1974 - roku spędziła kilka miesięcy w więzieniu. Po jego opuszczeniu wyjechała do Francji i studiowała na Sorbonie (filozofia i język chiński). 
W następstwie rewolucji irańskiej nie mogła kontynuować nauki i wróciła do ojczyzny. Wkrótce ponownie została aresztowana, w więzieniu spędziła ponad cztery lata. Po raz trzeci aresztowano ją po wydaniu w 1989 zbioru opowiadań Kobiety bez mężczyzn. W 1992 odbyła podróż po Zachodzie. Po jej zakończeniu została objęta zakazem druku w Iranie i zdecydowała się na emigrację. Mieszka w Stanach Zjednoczonych.

## Twórczość
Jej twórczość tłumaczona jest na wiele języków, w tym język polski. Tom Kobiety bez mężczyzn (Zanan Bedun-e Mardan) stał się podstawą scenariusza filmu o tym samym tytule w reżyserii Shirin Neshat.